# Gnetum raya
Gnetum raya — вид голонасінних рослин класу гнетоподібних.

## Поширення, екологія
Країни проживання: Бруней-Даруссалам; Індонезія (Калімантан, Суматра); Малайзія (Саравак). Живе у первинних і вторинних лісах, в основному, на схилах і гірських хребтах до 1100 м над рівнем моря.

## Загрози та охорона
Природному середовищу проживання виду, лісам на нижніх і середніх висотах, серйозно загрожують комерційні лісозаготівлі й перетворення на плантації олійних пальм, каучуку і промислових плантацій деревини. Росте в деяких природоохоронних територіях.